# Patrikios
Il patrikios era una elevata carica dell'Impero bizantino, attribuita a partire dal V secolo. 
Teodosio II aveva vietato che potesse essere conferita agli eunuchi, ma questa norma venne revocata nel VI secolo. 
Sotto Giustiniano I (r. 527-565), il titolo venne concesso in larga misura vedendo così svalutato il suo prestigio, poiché l'imperatore lo attribuì a tutti gli illustris e alla maggioranza dei componenti del Senato bizantino.
Nell'VIII secolo il titolo venne ulteriormente abbassato nell'ordine di precedenza, venendo dopo il magistros e l'anthypatos. Tuttavia rimase uno dei più alti nella gerarchia imperiale fino all'XI secolo, essendo assegnato ai più importanti strateghi (governatori provinciali e generali) dell'Impero. Gli eunuchi patrikioi godettero di elevate precedenze, venendo prima degli anthypatoi. Secondo il Klētorologion del tardo IX secolo, l'insegna della dignità era costituita da una tavoletta di avorio. Durante l'XI secolo, la dignità di patrikios seguì le sorti di altri titoli: ampiamente diffusa, perse di importanza e scomparve durante il periodo dei Comneni agli inizi del XII secolo.
Il titolo di  prōtopatrikios ("primo patrizio") era in uso in oriente dal 367 al 711, probabilmente riferito agli anziani dell'ufficio ed ai capi dei patrikios (taxis). La variante femminile patrikia (πατρικία) indicava la sposa del patrikioi; non va confusa con il titolo di zostē patrikia ("patrikia incinta"), che era l'unica dignità conferita alle donne in attesa di un imperatore.